# First Day of My Life (The Rasmus-låt)
"First Day of My Life" är en låt av den finländska rockgruppen The Rasmus. Den är första låten på deras genombrottsalbum Dead Letters från 2003 och skrevs av bandets fyra medlemmar. Låten gavs ut som den tredje singeln från albumet den 15 oktober 2003 och har uppnått fjärde plats i Finland samt blandade, relativt låga placeringar i övriga Europa. Sångaren Lauri Ylönen har förklarat att låten beskriver bandets turnéliv när de drömmer sig bort.
"First Day of My Life" brukade nästan alltid vara den första låten att framföras under världsturnén Dead Letters Tour och numera hör den till en klassiker när The Rasmus uppträder live. En akustisk demoversion av låten återfinns som b-sida på singeln "In the Shadows".

## Låtskrivandet och inspelningen
Enligt sångaren Lauri Ylönen dök idén till "First Day of My Life" upp som hastigast när bandet var på turné i Tyskland. De tittade på en film längst bak i turnébussen och någonstans i filmen dök meningen "Through the darkness" upp. Just dessa ord fångade Ylönens intresse och därigenom kunde sedan en låttext utvecklas. Kort därefter började han på en passande melodi till refrängen som han plockade ut på akustisk gitarr. När riffet hade utvecklats tog gitarristen Pauli Rantasalmi över rollen på elgitarr. Låten skulle kunna liknas vid en mer radiovänlig postgrungelåt; den lugna och långsamma rockrytmen under verserna bygger upp en energifylld refräng, influerad av klassisk hårdrock.
"First Day of My Life" spelades in i Stockholm-studion Nord Studios i slutet av 2002 under samma inspelningssession som de övriga nio låtarna på Dead Letters. För inspelningen ansvarade de svenska producenterna Mikael Nord Andersson och Martin Hansen, vilka också producerade och programmerade låten. Enligt Ylönen handlar låten om bandets turnéliv när de drömmer sig bort.

## Låten släpps
Utöver Playground Musics standardsingel, innehållande videon till låten, gav man även ut två singlar specifikt för de brittiska och tyska marknaderna. Den brittiska singeln var den enda som innehöll tidigare outgivet material; b-sidan "Since You've Been Gone", som senare kommit att betraktas som sällsynt eftersom den aldrig givits ut på annat håll. Låten "What Ever" på den tyska utgåvan har dock redan släppts som b-sida på "In My Life".
Låten blev varmt mottagen när den släpptes och singeln har uppnått fjärde plats i Finland samt blandade, relativt låga placeringar i övriga Europa. I Storbritannien hamnade låten inte högre än plats 50, men trots det fick den där mycket positiv kritik; Neil Daniels på den brittiska musikwebbplatsen MusicOMH har beskrivit låten som "en rent producerad låt utan hårda kanter; bara mäktiga gitarrer, tungt trummande och en tematisk rockkvalitet" och på HMV skrev man "'First Day of My Life' är ännu en episk bit av gothfylld poprock". Vidare har Jason MacNeil på Allmusic, i samband med recensionen av Dead Letters, skrivit "En alternativ popmelodi är en melodiska och invävda 'First Day of My Life', en låt som spikar fast en tjock platta av temarock".

## Musikvideo
Videon till låten spelades in i Berlin den 19 september 2003 i regi av Sven Bollinger och produktion av Volker Steinmetz från Erste Liebe Filmproduktion. Ett misstag i inspelningen som senare kom att påpekas av fansen var att trummisen Aki Hakala saknas i en av scenerna.
I videon får man se bandet svartklädda spela på en Formel 1-bana med vatten i mitten av en ovalformad bana. En racerbil kör konstant på banan och är med i vissa scener av videon. Bandet spelar delvis på sina instrument stående på själva banan där bilen kör och delvis i det grunda vattenfyllda området. Längre bort i vattnet står även ett par cheerleadings som dansar vid horisonten av vissa scener. Efter att videon hade spelats in var i stort sett alla bandets instrument trasiga, eftersom vattnet tog en hel del skada på dem. 

## Låtlistor och format
Alla låtar skrivna av Lauri Ylönen, Eero Heinonen, Pauli Rantasalmi och Aki Hakala
CD-singel, standard
1. "First Day of My Life" – 3:44
2. "First Day of My Life" (video)

Tysk CD-singel
1. "First Day of My Life" – 3:44
2. "In the Shadows" – 4:06
3. "What Ever" – 3:11
4. "In the Shadows" (video: nordic version) ("In the Shadows" har producerats i totalt tre olika videor)

Brittisk CD-singel
1. "First Day of My Life" – 3:13
2. "Guilty" (XFM Acoustic) – 2:53 (Inspelad för XFM Radio i London)
3. "Since You've Been Gone" – 3:05
4. "First Day of My Life" (video)

## Officiella versioner
- Album- och singelversion – 3:44
- U.S. Version (även känd som Screm Mix Master, New Mix och 2004 Version) – 3:13
- Acoustic Demo – 3:11
- Live Radio Session – 4:12

## Listplaceringar
| Listor (2003-2004)                | Högsta placering |
| --------------------------------- | ---------------- |
| Belgiska singellistan (Flandern)  | 31               |
| Belgiska singellistan (Vallonien) | 28               |
| Brittiska singellistan            | 50               |
| Finländska singellistan           | 4                |
| Tyska singellistan                | 6                |
| Italienska singellistan           | 12               |
| Nederländska singellistan         | 28               |
| Schweiziska singellistan          | 20               |
| Svenska singellistan              | 31               |
| Österrikiska singellistan         | 9                |

## Medverkande
The Rasmus
- Lauri Ylönen – sång
- Eero Heinonen – bas
- Pauli Rantasalmi – gitarr
- Aki Hakala – trummor

Produktion
- Mikael Nord Andersson & Martin Hansen – produktion, inspelning, programmering, keyboard, tillagda ljud (NordHansen Studio, Stockholm)
- Martin Hansen & Leif Allansson – mixning (Nord Studios, Stockholm)
- Claes Persson – mastering (CRP Recordings)
- Jörgen Ingeström – tillagd keyboard

Remixer
- Clif Norrell – mixning (US Version vid Scream Studios, Studio City, USA)
- George Marino – mastering (US Version vid Sterling Sound Studios, NY)

B-sidor
- The Rasmus – produktion ("Guilty" - XFM Acoustic)
- Jouni Paju – mixning ("Guilty" - XFM Acoustic för XFM Radio London)
- Martin Hansen – mixning ("Since You've Been Gone" vid Nord Studios, Stockholm)